# Aeschynanthus pulcher
Aeschynanthus pulcher är en tvåhjärtbladig växtart som först beskrevs av Carl Ludwig von Blume, och fick sitt nu gällande namn av George Don jr. Aeschynanthus pulcher ingår i släktet Aeschynanthus och familjen Gesneriaceae. Inga underarter finns listade i Catalogue of Life.

## Bildgalleri

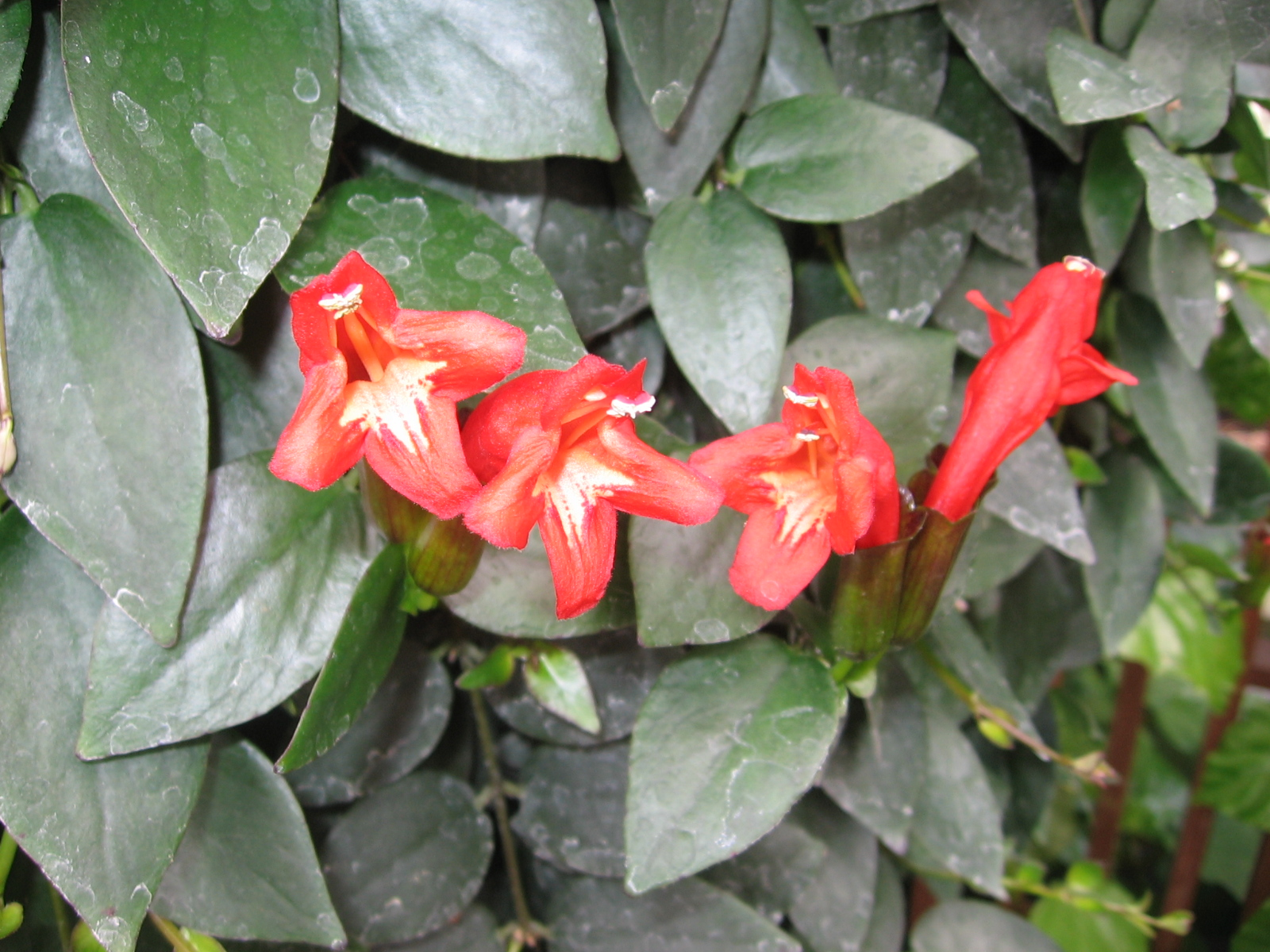
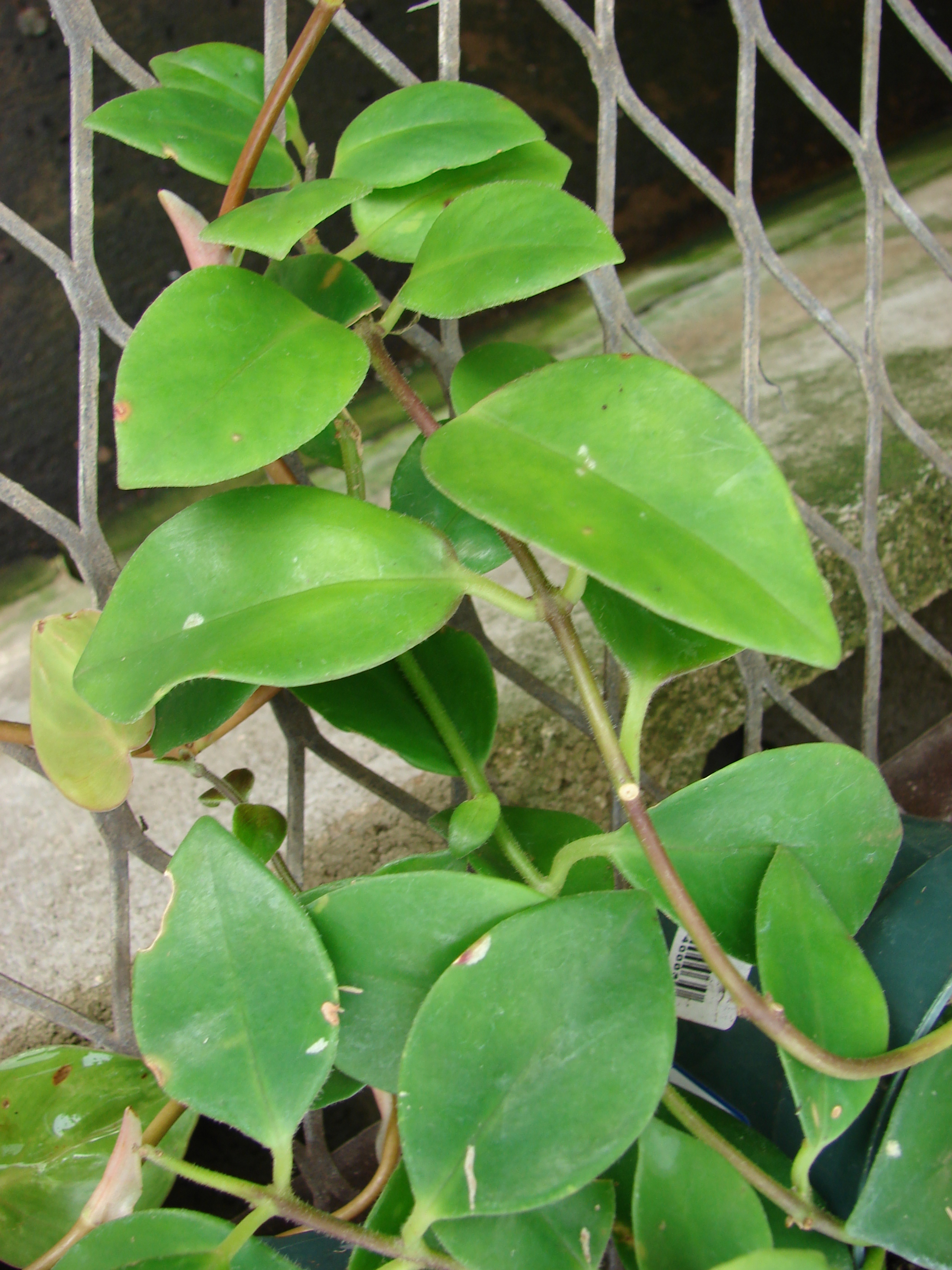